# یواس‌اس لکسینگتون (سی‌وی-۱۶)
یواس‌اس لکسینگتون (سی‌وی-۱۶) (به انگلیسی: USS Lexington (CV-16)) یک کشتی بود که طول آن As built:
۸۲۰ فوت (۲۵۰ متر) waterline
۸۷۲ فوت (۲۶۶ متر) overall(910 ft) بود. این کشتی در سال ۱۹۴۲ ساخته شد.